# Carlo Barberini (1562–1630)
Carlo Barberini (28 mei 1562 – 26 februari 1630), hertog van Monterotondo, was een Italiaanse edelman uit de familie Barberini en luitenant-generaal van het Pauselijke leger. Hij was de broer van Maffeo Barberini, die gekozen zou worden als paus onder de naam Urbanus VIII.
Carlo Barberini is geboren in Florence als de zoon van Antonio Barberini en Camilla Barbadori. Als hun oudste zoon werd hij de patriarch van de familie.
In 1594 trouwde hij met Constanza Magalotti, dochter van Vincenzo Magalotti en Clarice Capponi en de zus van Lorenzo Magalotti. Ze hadden zes kinderen, onder wie Francesco Barberini, Taddeo Barberini en Antonio Barberini, die ook wel Antonio de Jongere werd genoemd. Toen Barberini's broer tot paus was gekozen kregen Francesco en Antonio beide de titel van kardinaal. Taddeo kreeg ook de titel Prins van Palestrina, die later overging op de patriarchen van de Barberini's. Barberini ontsnapte zelf ook niet aan het nepotisme van zijn broer; hij kreeg de titels Gonfalonier van de Kerk en hertog van Monterotondo, een gemeente die Barberini later kocht. 
In 1626 publiceerde hij een verhandeling over discipline en administratieve reorganisatie van het Pauselijke leger. Ook liet hij een ongepubliceerd synopsis na over De vorst van Niccolò Machiavelli.
Op 26 februari 1630 stierf hij tijdens een missie naar Bologna, waarbij hij zijn zoon, de kardinaal Antonio vergezelde.